# Brassaiopsis magnifica
Brassaiopsis magnifica är en araliaväxtart som beskrevs av Dunn. Brassaiopsis magnifica ingår i släktet Brassaiopsis och familjen Araliaceae. Inga underarter finns listade.